# CUS L'Aquila Rugby
Pour les articles homonymes, voir Aquila.
Ne doit pas être confondu avec L'Aquila Rugby.
Le CUS L'Aquila Rugby est un club féminin de rugby à XV basé à L'Aquila, dans les Abruzzes L'équipe évolue en deuxième division. Son emblème est le blason de l'université de L'Aquila.

## Histoire
Le club est fondé en août 2024. Il fait partie de la structure administrative du CUS (centre universitaire sportif) mais sa direction est autonome. Le club réunit des joueuses de toute la région, notamment celles du défunt club de Teramo. Initié autour d'un noyau de seulement six joueuses, l'effectif compte une trentaine de joueuses au mois de mars. La première saison se conclue avec cinq victoires et cinq défaites, et l'optimisme imprègne toutes les composantes du jeune club.

## Palmarès
| Saison    | Classement | Compétition | Pts | MJ | V | N | D | Phase finale   |
| --------- | ---------- | ----------- | --- | -- | - | - | - | -------------- |
| 2024-2025 | 3e poule 3 | Serie A     | 27  | 10 | 5 | 0 | 5 | non qualifiées |